# 한양대학교
한양대학교(漢陽大學校, Hanyang University)는 대한민국 서울특별시 성동구 행당동과 사근동에 걸쳐있는 서울캠퍼스(본교)와 경기도 안산시 상록구 사동에 있는 ERICA캠퍼스(분교)로 이루어진 사립 대학이다.
1939년 7월 김연준이 동아공과학원으로 설립, 1942년 동아고등공업학원으로 인가되었다. 1945년 8·15광복과 함께 교명을 건국기술학교로 바꾸었으며, 1947년 재단법인 한양학원을 설립하여 한양야간공업대학으로 개편하였다가 대학기관인 1948년 한양공과대학으로 승격하였다. 1959년 종합대학으로 개편하면서 현재의 교명으로 개칭하였다. 2021년 기준으로 76개국 777개 학교와 자매결연, 복수 학위 및 교환 학생 등의 국제 교류를 하고 있다.
이공·인문·의예·예체능 관련 학과가 종합적으로 편제되어 있으며 7개의 전략 학과·학부를 운영하고 있다. 한국 안팎의 대기업과 연구소를 연계하는 산학연 협동 과정이 개설되어있으며, 100명 규모의 로스쿨이 개설되어 있다.
세계 대학에서 뉴욕주립대 폴리테크닉 나노스케일 과학공학대학에 이어 두 번째로 300mm급 반도체 공정장비를 갖추었다.
이화학연구소의 아시아연구네트워크 사업부가 있고, 2009년에는 일본의 아소 다로 총리가 방문하였다.

## 연혁
해당 문단에서의 연대기 구분은 대학 기록실의 분류를 따랐다.
1939년 7월 김연준 (2008년 1월 7일 93세의 나이로 사망)이 서울특별시 서대문구에 세운 동아공과학원을 모태로 한 사립대학이다. 1942년 동아고등공업학원으로 인가된 후 해방과 함께, 건국기술학교로 교명을 변경 하였으며, 1948년 재단법인 한양학원 인가와 함께 건국기술학교를 한양공과대학으로 승격, 초대학장에 김연준 박사로 했다. 그 후 한국 전쟁 이후 서울 수복 후, 현 교지인 서울특별시 성동구 행당동 17번지에 교사를 건립한다. 1959년 한양공과대학을 교육법에 의해서 종합대학으로 승격, 현재의 교명으로 승격하였으며, 초대 총장에 김연준 박사가 취임하였다. 1978년 경기도 반월공업도시(현 경기도 안산시 상록구 사3동)에 반월캠퍼스를 신설하였다. 1995년에는 경기도 구리시에 의과대학 부속 구리병원을 개원하였다. 2009년 분교인 안산 캠퍼스의 명칭을 클러스터형 산업중심대학을 뜻하는 에리카 캠퍼스(ERICA: Education Research Industry Cluster at Ansan)로 변경하였다.
2025년 기준으로 제16대 이기정 총장이 역임중이다.

### 1939년 ~ 1948년
동아공과학원 설립부터 초대 이사장 취임 전까지를 요람기라 칭한다.
1939년 7월 초대 김연준이 현 서울시 종로구터에 동아공과학원을 설립해, 2년제 3개과로 개교하게 되었다. 1942년 동아고등공업학원으로 교명을 변경하였으며, 일제의 교육 정책에 따라 신입생 모집 금지령을 당해 1944년 폐교하게 되었다. 이후 1945년 광복후 건국기술학교를 설립하였으며, 1946년 재단법인 한양학원을 설립하고 김연준이 이사장에 취임했다. 이후 소화공과학교를 인수하여 한양공업학교를 설립하였다. 이후 건국기술학교를 개명, 승격등의 과정을 거쳐 한양공업대학관으로 승격하였으며, 재단법인 한양공과대학 설립인가를 받아 4년제 정규대학으로 승격하게 되었다.

### 1948년 ~ 1959년
초대 김연준 취임부터 한양대학교 승격인가 전까지를 성장기라 한다.
1948년 초대 법인 이사장에 김연준이 취임하였으며, 이후 몇 가지 학과 개편과 부설 중등교원양성소를 설치하였다. 1950년 발발된 한국 전쟁과 함께 부산시 완월동의 가교사에서 수업을 하였으며, 1952년에는 한양대학교 공과대학 제1회 졸업생을 배출하였다. 1953년 대학원 설립 인가를 받아 설치하게 되었으며, 1953년 서울 수복 후 성동구 신당동 인근의 임시 교사에서 수업을 하고 이후 현 한양대학교가 행당동으로 이전 및 교사를 신축하게 되었다. 1955년 자연과학 관련 학과 신설 및 정원 확대를 하게 되었으며, 이후 여러 이공계 관련 학과들을 신설 및 확장하였다.

### 1959년 ~ 1978년
종합대학 한양대학교 승격인가 후부터 반월캠퍼스(현 ERICA캠퍼스)설립 전까지를 발전기라 한다.
1959년 종합대학인 한양대학교로의 승격이 인가되었으며 3개 단과대학 19개 학과 및 이부대학, 대학원으로 개편하였다. 1959년 교내 언론기관인 한양대학보를 창간하고 중앙도서관을 준공하였다. 이듬해인 1960년에는 방송기관인 HUBS(現 한양대학교 교육방송국의 모체)을 개시하였으며, 같은 해 예체능 관련학과를 인가 및 신설하였다. 그 해 일어난 4.19에 학생들이 가담해 사상자가 나기도 하였다. 같은 해 학생회 및 단과대학 학생회, 총동문회가 구성 및 창립 되었다. 또한 이 시기에는 학교의 재정확보 정책과 학생들의 등록금 인하요구가 대치하던 과정 중 성동경찰서 난입사건이 일어나기도 하였다. 1961년에는 ROTC교육훈련을 시작하였으며 이후 5.16등으로 혼란했던 사회상황 때문에 학과 및 정원 재조정이 빈번했다. 1965년 일본 와세다 대학과 상호 학술교류협정을 체결하였으며, 1968년에는 계절학기를 도입하였다. 1969년에는 現 학칙이 승인되었으며 이후 수회의 학과 및 정원 조정과 건물 준공 및 용도변경, 해외대학과의 자매결연 협정 이 있었다. 1972년에는 계엄령선포로 인해 45일간 휴교한 적도 있었으며, 같은 해 부속병원을 400병상 규모로 개설하였다. 1973년에는 초대 김연준 총장이 물러나고 2대 총장 이해남 박사가 취임하였다. 1975년에는 중국의 교육기관과 자매결연을 시작했으며, 1976년, 2009년까지 사용 했던 UI(University Identity)를 공표하였다.

### 1978년 ~ 1989년
반월캠퍼스(현 ERICA캠퍼스)를 설립한 이후부터 개교 50주년까지를 도약기라 한다.
1978년 현 ERICA캠퍼스의 모체인 반월캠퍼스를 문교부로부터 조건부로 인가를 받아 설립하게 되었으며, 1979년 정식인가를 받아 기계공학과 500명, 전자공학과 200명, 전기공학과 100명을 설치하게 되었다. 같은 해 문리과 대학을 이과대학과 문과대학으로 분리하였으며, 계엄령선포로 23일간 휴교하기도 했다. 1980년 반월캠퍼스개교식을 거행하였으며, 같은 해 유럽지역의 대학과 자매결연을 시작하게 되었다. 5.17 조치로 인한 계엄령으로 인해 107일간 휴교하였으며, 박물관을 개관하였다. 1981년 한양여자대학 본관을 준공하였으며, 1983년에는 지하철 2호선 및 한양대역이 개통하였다. 1987년 반월 캠퍼스를 안산캠퍼스로 개명하였으며, 1988년 직원 노동조합이 결성되었다. 같은 해 지하철 4호선 및 한대앞역이 개통하여 안산캠퍼스의 접근성을 높였다.

### 1989년 ~ 현재

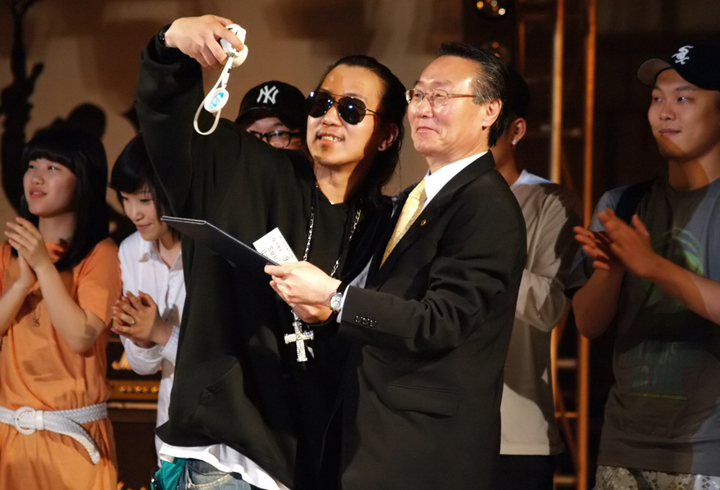
한양대학교 김종량 10대 총장이 제11회 한양가요제에서 수상자 신의수(전자전기컴퓨터 03, 현 NHK WORLD 아나운서)와 함께 사진을 촬영하고 있다

개교 50주년 후부터 현재까지를 비상기라 한다.
1989년 이후 여러 번의 조직개편과 해외대학과의 교류(자매결연)가 빈번해졌다. 1993년에는 기업과 산학협동 의정서를 조인하게 되었으며 1994년 한양대학교 홈페이지를 개설하게 되었다. 2000년에는 사이버 언론기관인 인터넷 한양을 설립하였으며,
2002년에는 HIT 건물 준공 및 지하철 2호선 한양대역 - 교내 본관 앞 연결통로인 애지문을 준공하고 개통하였다. 특히 2000년대 초·중반에는 매사추세츠 공과대학(MIT)을 비롯한 한국 안팎의 여러 학교와 자매결연을 맺었다. 2008년에는 법학전문대학원 인가를 받았으며, 같은 해 36대 총학생회 배임 및 횡령사건이 일어나 자진사퇴를 하기도 했다.
또한 퓨전테크놀로지 센터를 준공했으며, 이화학연구소 유치 및 일본 아소다로 총리가 이곳을 방문하기도 했다. 2009년에는 개교 70주년을 맞아 한양공대 70주년 기념 EXPO와70일의 기적 행사를 진행했으며, 한국 기네스북에 최다 헌혈자 기록으로 등재되었다.
같은 해 안산캠퍼스의 명칭을 ERICA캠퍼스로 변경하였으며, 대학구조 개편을 통해 지금의 모습이 되었다. 같은 해 신본관 개관에 맞춰 초대 김연준 총장 동상이 설립되었으며 새로운 UI(University Identity)가 11월 2일 발표되었다.
2010년에는 약학대학 설립인가를 받아 ERICA캠퍼스에 약대를 신설 하였다.
2025년 기준으로 제16대 이기정 총장이 역임하고 있다.

### 한양대학교 대학기록실
한양대학교 대학기록실은 한양대학교와 관련된 역사적 자료들을 수집하고 보존하기 위해 2009년 새로 설치된 기구이다. 각종 자료 수집 및 역사자료 관련 공모전을 시행하고 있다. 한양대학교 박물관과는 별도의 조직이다. 사진과 관련된 자료가 많으며, 공정 이용에 관한 규정과 합치하는 범위 내에서 자유롭게 배포할 수 있다.

## 위상 및 활동

### 대외 평가/활동

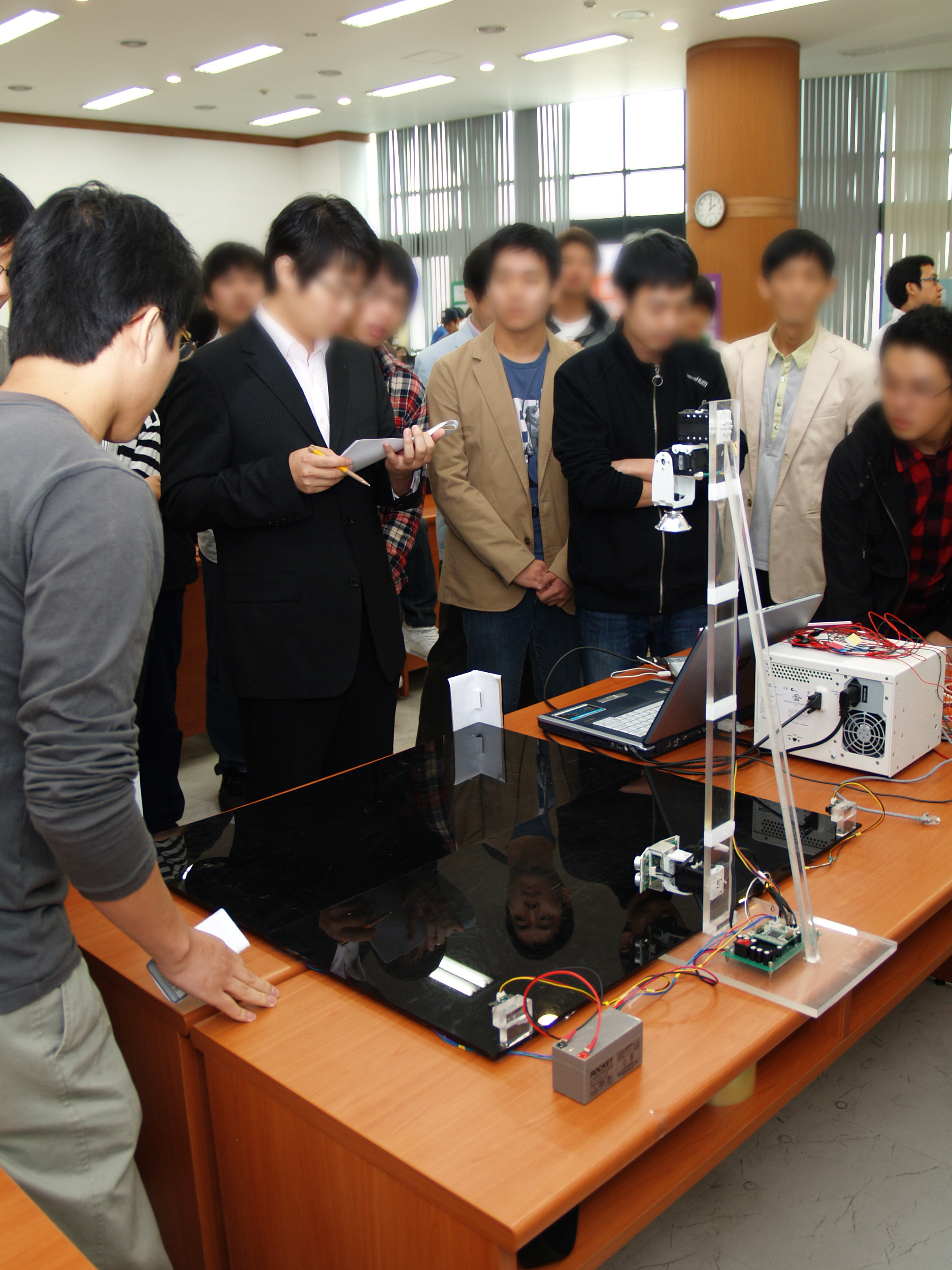
한양대학교의 교육활동 - 졸업프로젝트 전시회 중인 공과대학 학생과 교수들

한양대학교는 정·재계, 법조계 등 대한민국 사회 전반에 걸쳐 많은 인사를 포진하고 있다.
2006년 통계 기준으로 전국대학에서 두 번째로 많은 코스닥 CEO를 배출하였으며,
2009년에는 일본의 아소 다로 총리가 한양대학교를 방문해 연구진을 격려하기도 했고
같은 해 출판된 《코스닥 상장법인 경영 인명록》에 따르면 한양대학교는 서울대, 연세대 다음으로 3번째 많은 코스닥 등기임원을 배출해 냈다
또한 2009년 제2차 사법시험에서는 대한민국에서 4번째로 많은 합격자를 배출해 내었으며, 3차 시험에는 전원이 합격하였다.
같은 해, 음악대학에서는 국악과 관련한 대회인 동아 국악 콩쿠르에서 금상 5명을 포함해, 총 8명의 수상자를 동시에 배출해내는 성과를 이루기도 했다.
2010년 통계에 따르면 매출액 1천만원 이상의 벤처기업 CEO를 두번째로 많이 배출한 대학으로 조사되었고,
검찰 주요보직자 조사 결과에 따르면 중 3번째로 많은 공직자가 한양대학교 출신으로 배치되어있다.
2011년 통계 기준, 100대 기업(매출액 기준)의 재직임원 중, 대한민국에서 4번째로 많은 한양대학교 출신 임원들이 배치되어있으며, 주로 기술직 분야의 임원으로 종사하고 있는 것으로 조사되었다.
2014년 통계에서는, 대한민국에서 서울대, 연세대에 이어 3번째로 코스닥 상장사 최고경영자(CEO)를 가장 많이 배출한 대학으로 조사됐으며, 대한민국의 500대 기업 최고경영자(CEO)들의 출신대학 조사에서는 4위로 조사됐다. 그리고 2014년 기준 전국 현직검사 출신대학 조사에서는 4위로 나타났다. 한편 2014년에 치러진 제56회 사법시험에서는 서울대, 연세대에 이어 3번째로 많은 합격자를 배출하였으며, 같은 해의 행정고시(5급공채 행정직)와 기술고시(5급공채 기술직)에서는 각각 4번째로 많은 합격자를 배출하였다. 2015년에는 중앙일보 대학평가에서 국내대학 중 3위를 차지하였고 보관됨 2016-03-04 - 웨이백 머신, 세계적인 통신사 로이터(Reuters)가 선정한 '2015 세계 혁신 대학 톱 100 (The World's Most Innovative Universities)'에서는 세계 62위, 국내 종합대학 중 3위에 랭크됐다.

### 연구 활동
한양대학교는 한국 안팎의 여러 유명 인사를 초청하여, 학술 활동을 펼치고 있다. 각 단과대별 세미나 또는 BK21세미나 등을 개최하고 있으며, 노벨상 수상자들을 지속적으로 초청하거나교수로 초청하고 있다.
또한 여러 가지 국책사업인 SRC / ERC / NRL / WCU 및 BK21 사업에 참여했거나 참여하고 있으며
국방생존성기술 연구소를 유치하기도 했다.
또한 일본의 이화학연구소와 아시아연구네트워크(ARN)를 공동으로 설립 하여 융합학문에 대한 국제적인 학술연구/교육활동을 펼치고 있으며,
한국 대학 중 유일하게 SCI 저널인 《Journal of Ceramic Processing Research》을 출판하고 있다.
국제학회 행사로 IEEE 학회를 일본 토호쿠 국립대학, 중국 북경우전대학과 함께 공동으로 주관하고 있다.
또한 실용 학문 중시의 학풍으로 대학의 기술이전수입에 있어 2008년 기준 건당 평균 1억 이상의 성과를 올려 대한민국에서 제일 높은 기술이전수익을 창출하고 있으며, 특허 출원대비 등록율이 49.4%로 한국 대학 중 제일 높다.
2008년 기준, 교육과학기술부가 선정한 3대 연구사업성과에서 1위를 달성하기도 했다.
또한 기술자주회사인 HYU홀딩스를 설립하여 여러 가지 기술개발 및 이전을 하고 있으며, 수억 원대의 매출 달성 및 대한민국 대학 최초로 기술해외수출을 달성하기도 했다.
특허를 출원하는데 있어 `발명자 인터뷰`제도를 도입하여, 지속적으로 특허의 품질 관리를 하고 있으며 교수들의 연구결과가 논문 출판에만 그치지 않고 산업계로 전파하여 기술이전료로 연결되어 이를 통해 2010년 기준 대한민국에서 제일 높은 기술이전 순수익을 올리고 있다.

### 산업체·학교·연구소 클러스터

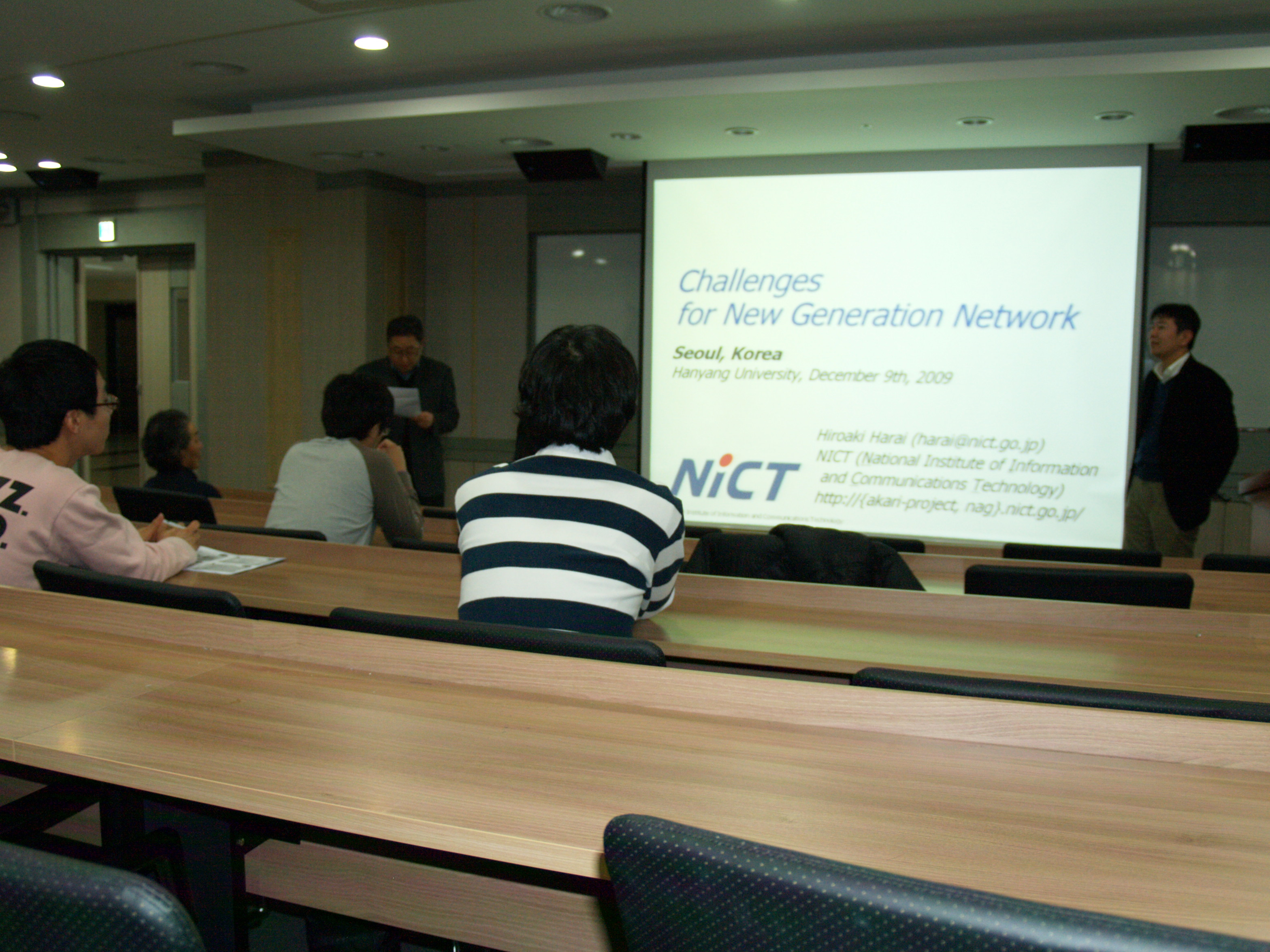
한양대학교의 연구활동 - 퓨전테크놀로지센터에서 세미나 중인 일본정보통신연구소 연구원

한양대학교는 산업체 - 학교 - 연구소를 유기적으로 연결하는 산학연 클러스터 활동을 하고 있다.
한양대학교 산학협력단 조직이 존재하며, 대한민국 대학 중 제일 높은 기술 이전수익 등의 성과를 내고 있다.
또한 안산에 있는 ERICA캠퍼스를 통해 한국형 실리콘벨리를 구성하고 있으며,
대한민국의 삼성전자, 하이닉스, 국방부 국방생존성 기술 연구센터, 일본 이화학연구소 등 한국 안팎의 각종 유명 연구소를 교내에 유치하고 있다. 서울캠퍼스에는 서울특별시의 후원을 받아 각종 연구소들을 위한 건물인 퓨전테크놀로지센터를 설립하여 운영하고 있으며 300mm급 반도체 공정장비를 갖추고 있다.
안산캠퍼스의 경우, 학연산 클러스터를 구축하여, 기업/연구소와 연계하는 산학연 과정을 보유하고 있다.
캠퍼스 내에는 LG부품소재연구소와 한국생산기술연구원, 한국전기연구원, 한국산업기술시험원 등의 연구소와 창업보육센터(벤처기업 60여개), 경기테크노파크(중소기업70여개)가 입주해있다.
재학생들은 현장실습(인턴십)이라는 제도를 통해 각 기업에 파견되어 실무를 배우며, 학연산 클러스터 교육과정을 통해 현장에 있는 석, 박사 급 연구원을 겸임교수로 초빙하여, 산업전반에 대한 강의를 하고 있다.
2004년 교육인적자원부가 선정한 산학협력중심대학 사업에서 수도권내에 단독으로 선정되었고, 2008년 2차 산학협력중심대학 사업에도 선정되어 5년간 200억원의 정부 지원금을 받고 있다.
중소기업기술혁신대전 산학연 유공자 대학부문에서 대통령 표창을 받기도 했다.

### 사회 공헌 활동

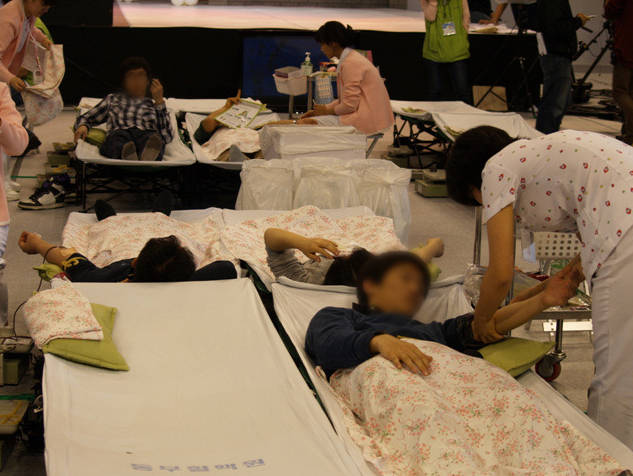
한양대학교의 사회공헌활동 - 최다 헌혈자 수로 기네스북에 등재된 한양대학교 70일의 기적행사

한양대학교는 다방면의 사회 공헌 활동을 하고 있다.
미개발 국가에 여러 교육시설을 지원해 주는 한편
지역사회와 연계하여 문화 행사를 유치하고 있으며,
70주년에는 대규모 헌혈 행사인 《70일의 기적》을 진행하여 사랑의 리퀘스트 생방송을 끝으로 한국 기네스 최다 헌혈 기록을 수립하였다.
2009년 사회봉사단은 유니세프, 생명인권연맹과 연계하여 해외결식아동 기부금을 유니세프에 전달하기도 했으며,
37대 한양대학교 총학생회는 간부들의 장학금을 환원하여 몽골의 백혈병 어린이를 돕는데 사용하여, 수술비를 지원하기도 하였다.
또한 교수들은 지역사회와 연계하여 저소득층 학생들을 위해 교육 프로그램을 진행하고 있다.

### 뉴 한양 2020
각종 전략학과의 신설 및 "우수인재 유치, 교육환경 개선 등의 총체적 성장"을 목표로 하는 뉴 한양 2020 전략을 수립하여 실행하고 있다

### 기타
한양대학교와 관련된 동문 및 유명 구성원에 대해서는 분류:한양대학교 동문을 참고.
| 사회진출도 지표 - 2007년 정부기관 고위공직자 배출 전국 5위 - 2007년 고위 법관 출신대학 전국 3위 - 2007년 국가 인재 DB출신대학별 등록현황 4위 - 2007년, 2009년 사법시험 합격자수 4위 - 2007년 32개 증권사 CEO전국 3위 - 2007년 30대 그룹 신임임원 출신대학 2위 - 2007년 삼성전자 전체 임원 출신대학 2위 - 2008년 코스닥 상장기업 CEO배출 2위 - 2009년 100대 기업 CEO배출 4위 - 2012년, 2013년 사법시험 합격자수 4위 - 2013년 공인회계사 합격자수 4위 - 2013년 기술고시(5급 공채시험 기술직) 합격자수 1위 - 2013년, 2014년 행정고시(5급 공채시험 행정직) 합격자수 4위 - 2014년 코스닥 상장사 최고경영자(CEO) 배출 3위 - 2014년 500대 기업 최고경영자(CEO) 출신대학 4위 - 2014년 현직 검사 출신대학 4위 - 2014년 변리사시험 합격자수 2위 - 2014년 사법시험 합격자수 3위 | 연구활동 관련 관련 지표 - 기술이전실적 2008년 기술이전실적 66.41억원으로 1위 - 2008년 연구비 1,499억원으로 4위 - 특허출원 누적 1,495건으로 4위 - 한국 대학 최초 기술지주회사 HYU HOLDINGS설립 - 2007년 이공계 보유기술료 수입 1위 - 2007년 지적 재산권 등록현황 전국 3위 | 대학평가 관련 지표 - 교육과학기술부 대학특성화 우수대학 3년 연속 선정 - 교육과학기술부 교육역량강화사업 2년 연속 선정 (2008,2009) - 대한민국 대표 학연산 클러스터 캠퍼스 구축 (ERICA캠퍼스) - 산학협력중심대학 육성사업 수도권지역 단독 선정 - 문화콘텐츠학과, 문화관광부 지정 문화콘텐츠 특성화 교육기관 2년 연속 선정 - 한국공학교육인증원 (ABEEK)공학교육인증 획득 - 2008년 한국건축학교육인증원 (KAAB) 건축학교육인증 획득 - 2008년 한국 최초 경영학교육인증 획득 - 학술진흥재단 '인문한국(HK)지원사업 선정 (비교역사문화연구소, 아태지역센터) |  |

## 국제 교류
한양대학교는 MIT, 버클리, 도쿄대 공과대학 등 2009년 11월 기준 40개국 296개교와 자매 결연을 맺고 있다.. 일리노이 공과대학과 템플 대학교와는 공동으로 복수 학위 제도를 운영 하고 있으며, MIT를 포함해 17개국 84개 학교와 교환 학생을 파견/영입하는 교류 도 하고 있다.
한양대학교에 재학 중인 유학생은 연간 3,500명 수준이며, 해외 파견 재학생은 연간 2,000명 수준이다.

### 주요 자매 결연 대학
| - 매사추세츠 공과대학교 (MIT) - 캘리포니아 대학교 버클리(U.C. Berkeley) - 캘리포니아 대학교 로스앤젤레스(UCLA) - 퍼듀 대학교(PUWL) - 텍사스 대학교 오스틴 - 위스콘신 대학교 - 플로리다 대학교 - 일리노이 공과대학교 - 케임브리지 대학교 - 임페리얼 칼리지 런던 - 아헨 공과대학교 (RWTH) - 오레건 대학교 (U.O) | - 뉴사우스웨일스 대학교 (UNSW) - 칭화 대학교 - 베이징 대학교 - 상하이 교통 대학교 - 도호쿠 대학교 - 쓰쿠바 대학교 - 나고야 대학교 - 도쿄 대학교 공과대학 - 도쿄 공업대학(TIT) - 싱가포르 국립 대학교 |  |

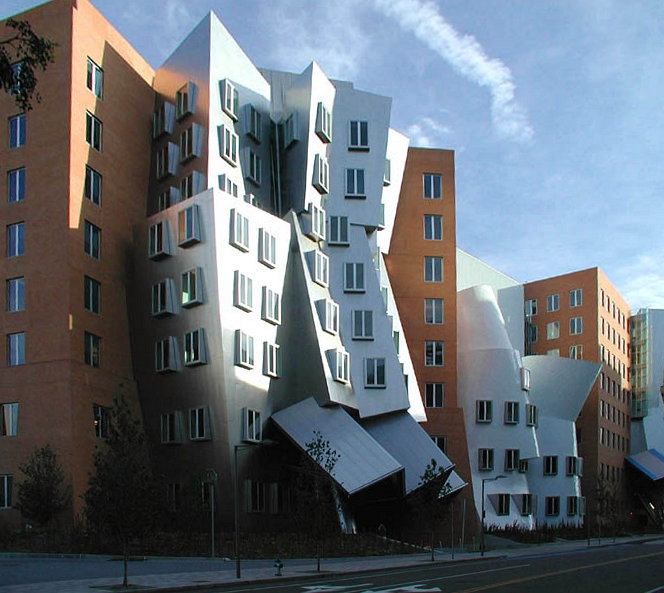
한양대학교와 자매 결연을 맺고 교환 학생 교류를 하는 매사추세츠 공과대학교(MIT)

## 교육 편제

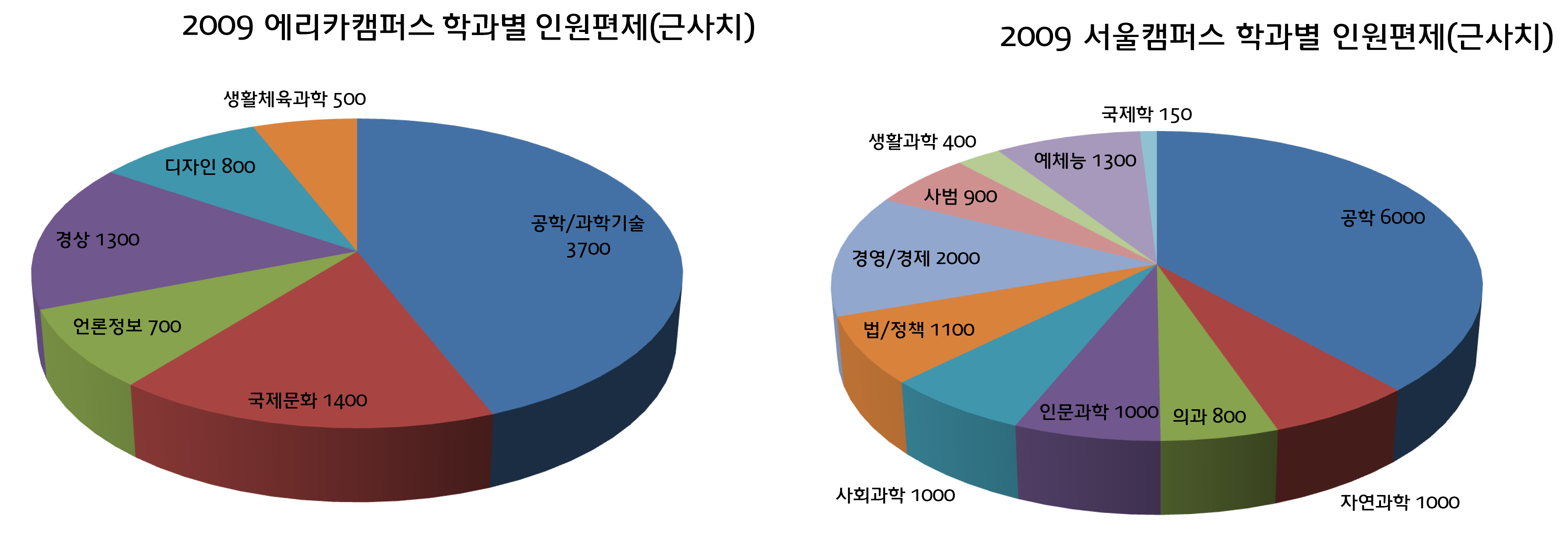
2009년도 한양대학교 교육편제

한양대학교는 학부생의 경우 양 캠퍼스에 1만 5천명과 9천명 정도의 인원이 편재되어있다. 휴학생을 포함하면 2만 2천명 / 1만 3천명으로 총 3만 5천여명이 재적되어있다. 대학원의 경우 석사과정 3천명, 박사과정 1천명 수준으로 편재가 되어있다.

### 서울캠퍼스(본교)
한양대학교 서울캠퍼스에는 14개 단과대학/학부가 있으며, 공대 6000명, 의대 800명, 인문대 1,000, 사회대 1,000, 자연대 1,000, 법대 1,000, 정책대 500, 경금대 600, 경영대 1500, 사범대 900, 생활대 400, 음대 및 예체대 1,300, 국제학부 150명 등의 수준으로 편제되어 있다.
법과대학의 경우에는 로스쿨 개원에 따라 정책과학대학으로 전환되었으며 공과대학의 경우 분야에 따라 4개의 독립조직으로 나뉘어 있었다. 2011년 이후 기존의 단일 공대 체제로 복귀하였으나 학과 표기 순서는 과거와 동일하다. 한양대학교 다이아몬드 프로그램으로 운영되는 7개의 전략학과가 있으며, 자연계열 4개학과(융합전자공학부, 에너지공학과, 미래자동차공학과, 소프트웨어전공), 인문계열 3개 학과(정책학과, 파이낸스경영학과, 행정학과)가 있다. 융합전자공학부의 경우 대한민국 7개 대기업의 후원을 받으며, 에너지공학과의 경우 2010년 한양대학교가 WCU사업에 선정되면서 신설한 학과로 일본 이화학연구소와 연계되어있다. 정책학과는 법대의 후신으로 대한민국의 리더 양성을 위해 만들어진 학과이다. 정책학과는 각종 고시에 특화되어 있으며, 파이낸스 경영의 경우 금융전문가 과정이 개설되어 있다. 행정학과의 경우 2014년부터 사회과학대학에서 정책과학대학으로 소속을 옮기면서 다이아몬드 학과가 되었고 정책학과와 마찬가지로 입학생 전원에게 전액 장학금을 지원하고 있으며 멘토링 프로그램을 실시하고 있다.
2012년부터는 공과대학 내에 또 다른 전략학과인 컴퓨터공학부 소프트웨어 전공을 개설하였으며, 신입생 30명을 선발한다. 모든 인원은 2학년까지 학교에서 장학금을 지급하며, 이후 2년동안은 삼성전자에서 전액 장학금을 지급한다. 또한, 채용전형을 통과하는 학생에게는 인턴십 기회와 함께 취업도 보장된다.

### ERICA캠퍼스(분교)
한양대학교의 ERICA캠퍼스(구 한양대학교 안산캠퍼스)에는 8개의 단과대학이 편제되어있으며, 공학 및 과학기술 3,700, 국제문화 1,400, 언론정보 700, 경상 1,300, 디자인 800, 생활체육과학 500명 수준으로 편재되어 있다.

레인보우학과라 불리는 특성화 학과로는 광고홍보학과, 문화콘텐츠학과, 로봇공학과, 분자생명과학과, 보험계리학과, 국방정보학과가 있고 응용수학/응용물리학과 등 응용기술/실용학풍 중시의 학과로 편성되어있으며, 학·연·산 특화과정들이 개설되어 있다. 또한 2010년 약대 유치를 하였다.

### 대학원
대학원의 총 인원은 9,000명 수준이며 이중 휴학생을 제외하면 일반대학원은 3,000명 특수대학원은 2,700명, 전문대학원은 700명정도가 석사과정을 밟고 있으며,
박사인력은 약 1,400명 정도가 박사과정 및 석박사 통학과정을 밟고 있다.

## 주요 학생 조직

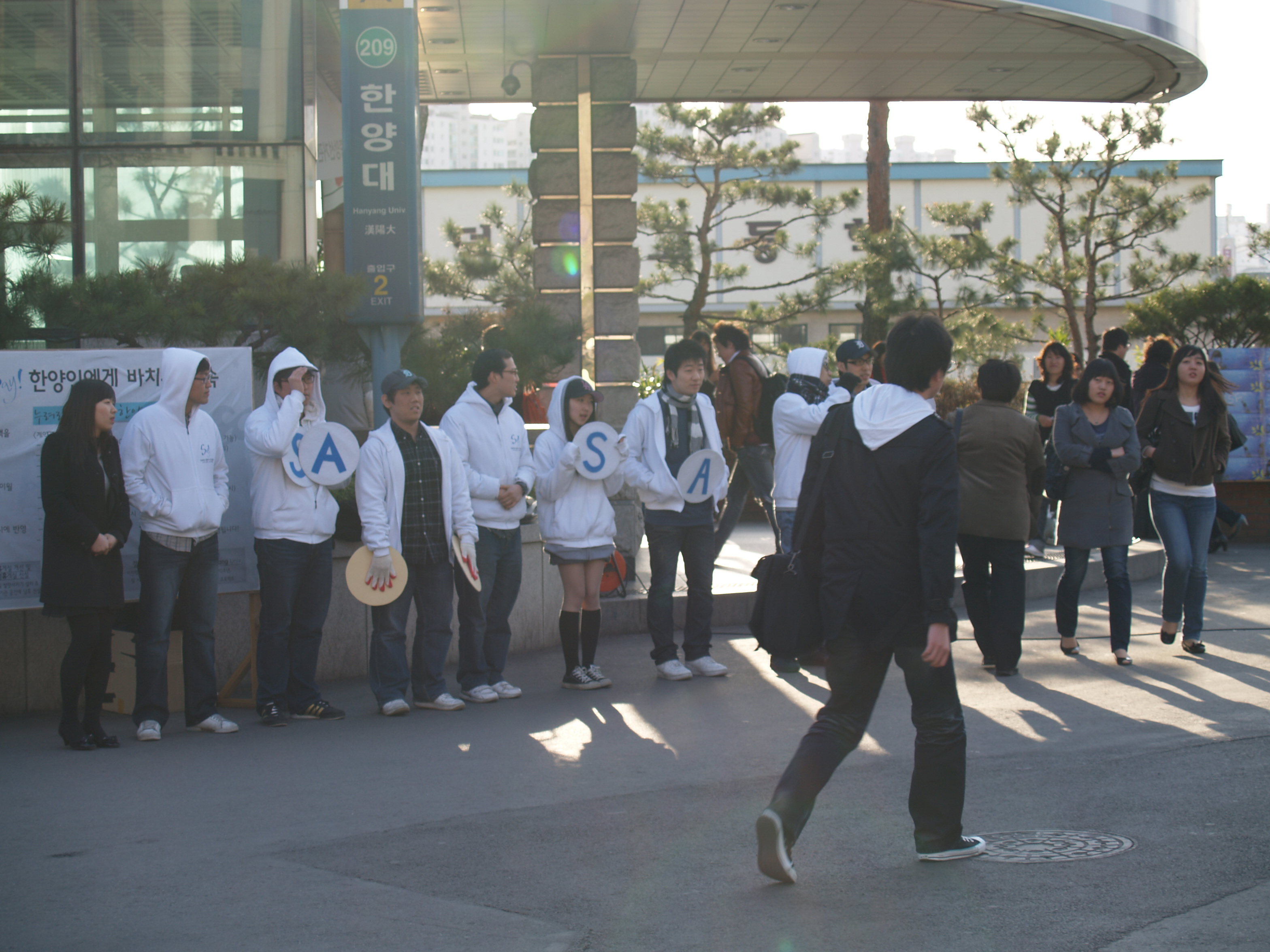
유세중인 총학생회 후보 및 선거운동본부

### 한양대학교의 학생자치 운영기관

#### 한양대학교 총학생회
한양대학교 서울캠퍼스의 학생조직을 이끄는 총괄조직이다. 학생회관 5층에 사무실이 있으며, 이전까지는 철문이 있는 폐쇄형 학생회실이었으나, 2002년 '소리 없는 99%의 명예혁명'(약칭 소명) 학생회의 당선에 따라 지금의 유리문 개방형 학생회실로 탈바꿈하게 되었다. 회계와 관련된 크고 작은 일들이 몇 번 있었으며 학교본부 또는 외부전문 회계기관의 감사도 받았다. 2009년부터는 투명한 회계운용시스템 정착을 위해 정식 회계프로그램을 설치하여 운용하고 있다.

#### 한양대학교 동아리연합회

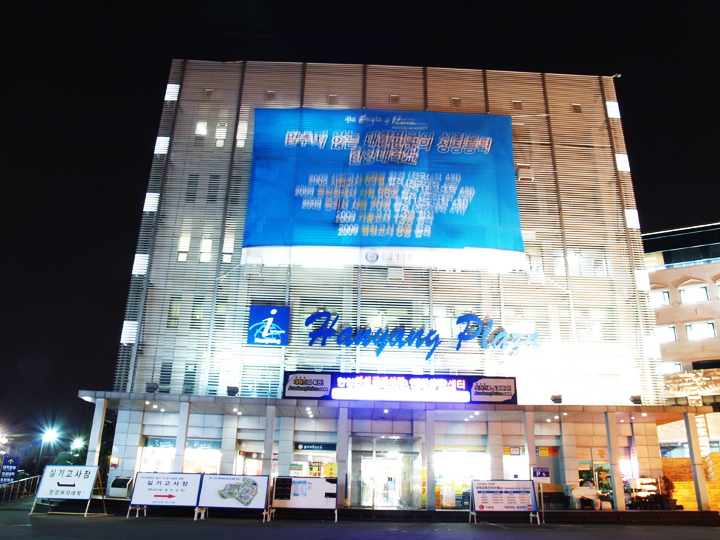
한양플라자, 복지시설 외에 동아리연합회, 동아리 방 등이 있다

한양대학교 중앙동아리 관련조직. 매년 새 회장을 선출하며, 중앙동아리 운영 및 승인, 사업에 대한 업무를 담당한다.

### 한양대학교의 학내 언론
한양대학교의 학생 언론은 총 9기관이 있으며, 서울캠퍼스 학생회관과 제2 공학관, ERICA캠퍼스 학생회관과 컨퍼런스홀에 소재하고 있다. 이 외에도 동문들을 대상으로 하는 '한양동문회보', 홍보목적의 정기간행물 '사랑한대'(구 아크로폴리스), 수험생 대상의 '쥬니어 사랑한대'등이 발간되고 있다.
한대신문
한양대학교 신문사. 1959년 한양대학보라는 이름으로 창간하였으며, 1966년 한대신문으로 제호를 바꾸었다. 2007년 다시 한양대학보라는 이름으로 나오다 2010년부터 한대신문이란 제호로 발간되고 있다. 현재는 학기 중에는 시험기간 전후를 제외한 매주, 방학기간 중에는 2회 발행한다. 학내 전반에 관한 내용을 다루며, 학교와 관련된 문제점과 해결책을 제시하기도 한다. 서울캠퍼스 학생회관 5층에 있다.
한양저널
한양대학교 영자교지 편집부, 1970년 타블로이드판, 'The Hanyang Times'라는 제목으로 발행을 시작했으며 1980년 現 명칭인 'The Hanyang Journal'로 개명하였다. 4X6배판으로 연간 4회 발행한다. 서울캠퍼스 학생회관 5층, ERICA캠퍼스 컨퍼런스홀 M2층에 소재하고 있다.
한대방송국/교육방송국
한양대학교 영상/음성 방송을 담당하는 기관. 한대방송국의 경우 매년 한양가요제를 양성평등센터와 함께 주관한다. 1960년 HYBS(現 HUBS)라는 이름으로 개국했으며, 1981년 반월캠퍼스(現 ERICA캠퍼스)에 반월방송국(현 VOH- Voice of Hanyang)을 개국하였다. 이후 몇 번의 변천사를 거쳐 지금의 이름을 가지게 되었다. HUBS는 서울캠퍼스 학생회관 6(한대방송국)층에 있으며, VOH는 ERICA캠퍼스 언론정보관 2층에 있다.
교지편집위원회
교지편집위원회는 한양대학교 각 캠퍼스 내 유일한 학생 자치 언론 기구이다. 서울캠퍼스는 '한양'이라는 이름으로 발간되며, 한양대학교 학도호국단에서 발행한 『행당』이 전신이다. 교비 지원을 받지 않고 재학생들이 연 2회 납입하는 교지 구독료(학생회비에 포함)로 교지를 발간한다. 교지는 소책자 형식으로 연 4회(계간) 발행하며, 애지문과 백남학술정보관, 각 단과대 로비에 배포한다. 편집 위원회는 서울캠퍼스 학생회관 5층에 있다. ERICA캠퍼스는 1983년부터 소재지인 안산 지역의 유래에서 딴 '밀물'이라는 이름으로 교지가 발간되고 있다. 서울캠퍼스와 마찬가지로 재학생들이 납입하는 학생회비에서 교지대를 따로 책정받아 발간하며, 크기는 손에 잡힐만한 소책자 형식이다. 셔틀콕, ERICA학술정보관을 비롯해 각 단과대 1층 로비에서 배포되고 있다. 편집실은 ERICA캠퍼스 학생회관에 5층에 소재하고 있으며, 학기별로 연 2회 발행한다

한양공대신문
한양대학교 공과대학의 유일한 자치언론기관. 1994년 창설되었으며, 공과대학이나 학생회등과 전혀 관계가 없는 자치언론이다. 주로 공과대학에 대한 기사를 기재하고 있으며, 신문은 컬러 타블로이드 판으로 제작되어 1,2 공학관, 백남학술정보관, 신소재공학관, 공업센터, IT/BT관, 정몽구 미래자동차공학관에 배포된다. 편집실은 1공학관 3층에 위치해 있다.
Hi! HY ERICA (구, Hi! HY Ansan)
ERICA캠퍼스 전문 소식지. 잡지형식의 인쇄 매체로 제공된다.

### 한양대학교의 홍보기관
뉴스H (구 인터넷한양 뉴스, 구 위클리한양)
한양대학교 인터넷 언론기관. 2000년 창설 당시 부총장실 직속이었으나, 정보통신처 산하조직으로 들어갔다가 미디어전략센터(당시 홍보팀)으로 흡수다. 한양대학교 메인 홈페이지 및 단과대 홈페이지에 기재되는 기사를 작성하고 있으며 주로 홍보성기사를 제공한다.

채널H
한양대학교 LCD 방송매체 담당기관. 2009년 창설 되었으며 교내 엘리베이터에 설치된 LCD에 방송을 송출한다. 원래 이름은 HYnet이었으나 2013년부터 매체 이름을 채널H로 바꾸었고, 현재는 학생관리매체에서 교직원관리(정보통신처 미디어지원팀)매체로 이양되었다가 홍보팀으로 흡수되었다. 경제금융관 5층 스튜디오H에 위치해있다.

한양대학교 홍보대사 사랑한대 (HANYANG LOVE)
한양대학교 입학처 직속조직. 2006년 창설 하였다. 2,3학년 재학생으로 구성되며 정기간행물 '사랑한대'를 제작하는 대외협력처와는 다른 조직이다. 축제기간에는 홍보관련 부스를 운영하고, 입시설명회 및 고교방문과 여름과 겨울방학을 이용하여 고등학생을 대상으로 하는 Ole캠프 등 홍보활동을 펼친다.d(E
한양대학교 응원단 루터스 (RHooters)
한양대학교 대중 관련 행사에 참여하고 주도하는 조직, 매해 응원제나 한양대학교 관련 경기응원 등을 주도한다. 노천극장에 응원단이 소재해 있다.
한양바라미 / ERICA WORLD
포탈사이트 다음에 소재한 한양대학교 입시관련 카페. 정식조직은 아니나, 입시와 관련된 많은 안내 및 홍보활동을 펼치고 있으며 공식/비공식 홍보물을 제작한다.

## 캠퍼스 풍경
한양대학교 캠퍼스는 서울특별시 성동구에 있는 서울캠퍼스와 경기도 안산시에 있는 ERICA캠퍼스가 있다. 한양대학교 서울캠퍼스의 경우는 고저차가 큰 지형에 자리잡고 있어 계단과 언덕 등이 있고, 한양대학교 ERICA캠퍼스에는 평평한 지형에 자리를 잡고 있어 호수공원 등의 시설이 있다.

### 서울캠퍼스(본교)
한양대학교 서울캠퍼스는 행당동 17번지에 있으며 약 40만8786m²의 교지가 있다.
한양사이버대학교, 한양여자대학과 인접해 있으며, 주로 언덕 지형에 있어 험준하기로 유명하고
가파른 언덕이나 계단에는 고유한 이름이 붙어있으며, 가파른 지형을 이용한 인공폭포와 스포츠 클라이밍 장소도 행원파크와 인문대 부근에 있다. 언덕 지형의 특성상 1층과 현관 층이 별도로 분리되어 있으며, 대부분의 경우 2~4층이 현관 층의 역할을 한다. 중앙도서관 및 학생복지 관련 건물은 애지문 근처에 집중되어 있으나. 단과대 학습시설 및 기타 학생 복지시설은 캠퍼스에 고루 퍼져있다.

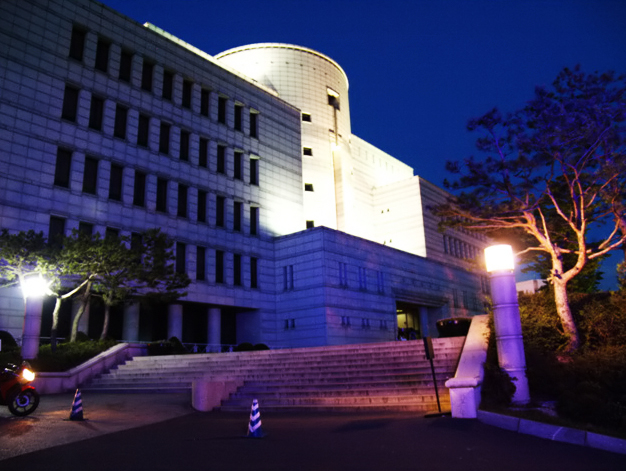
백남학술정보관

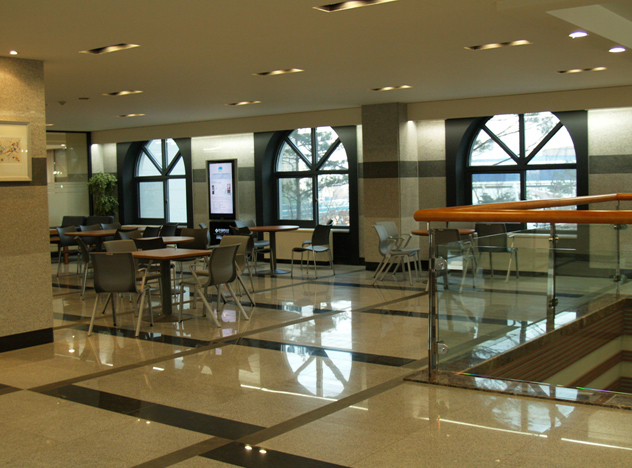
신한 라운지

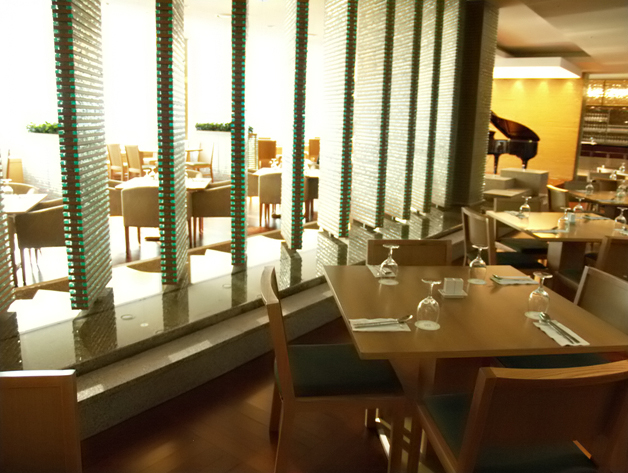
한양대학교 패컬티 레스토랑 CLUB H

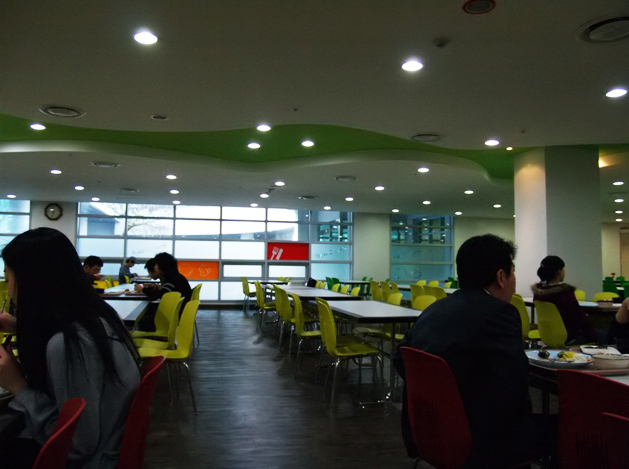
한양대학교 학생식당 나누리

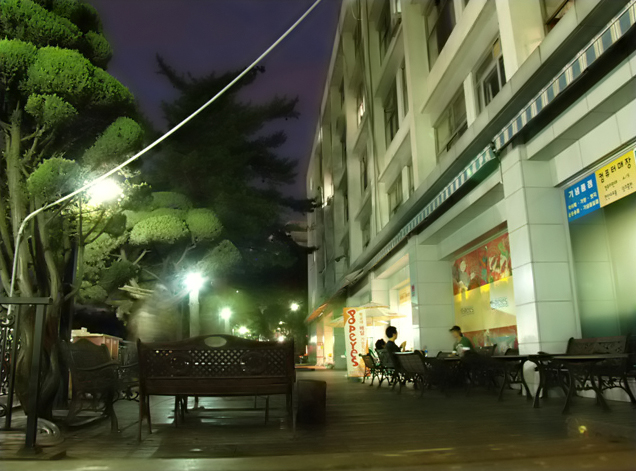
한양플라자 카페테라스

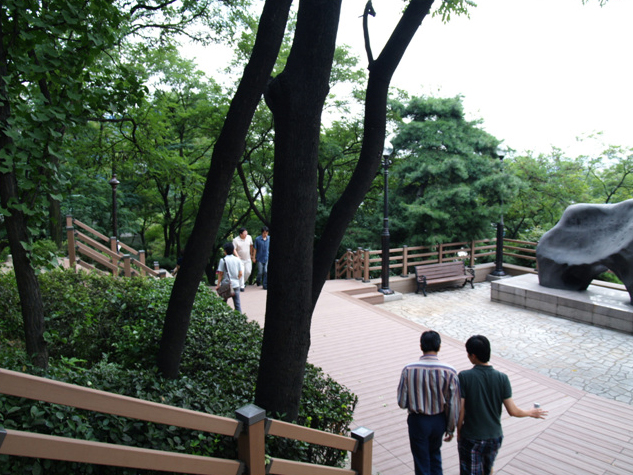
한마당과 미나스티리스를 이어주는 138계단

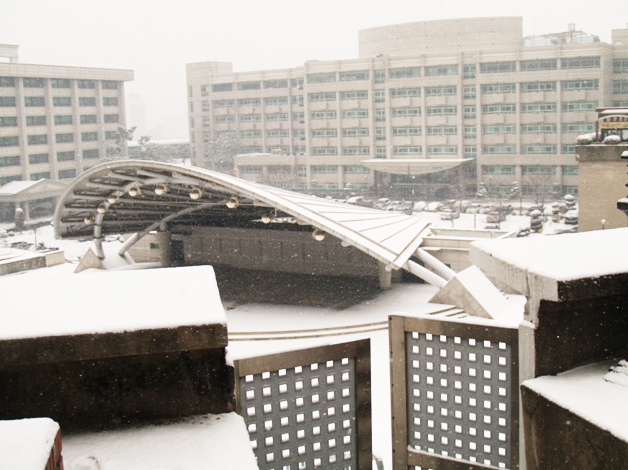
겨울의 노천극장

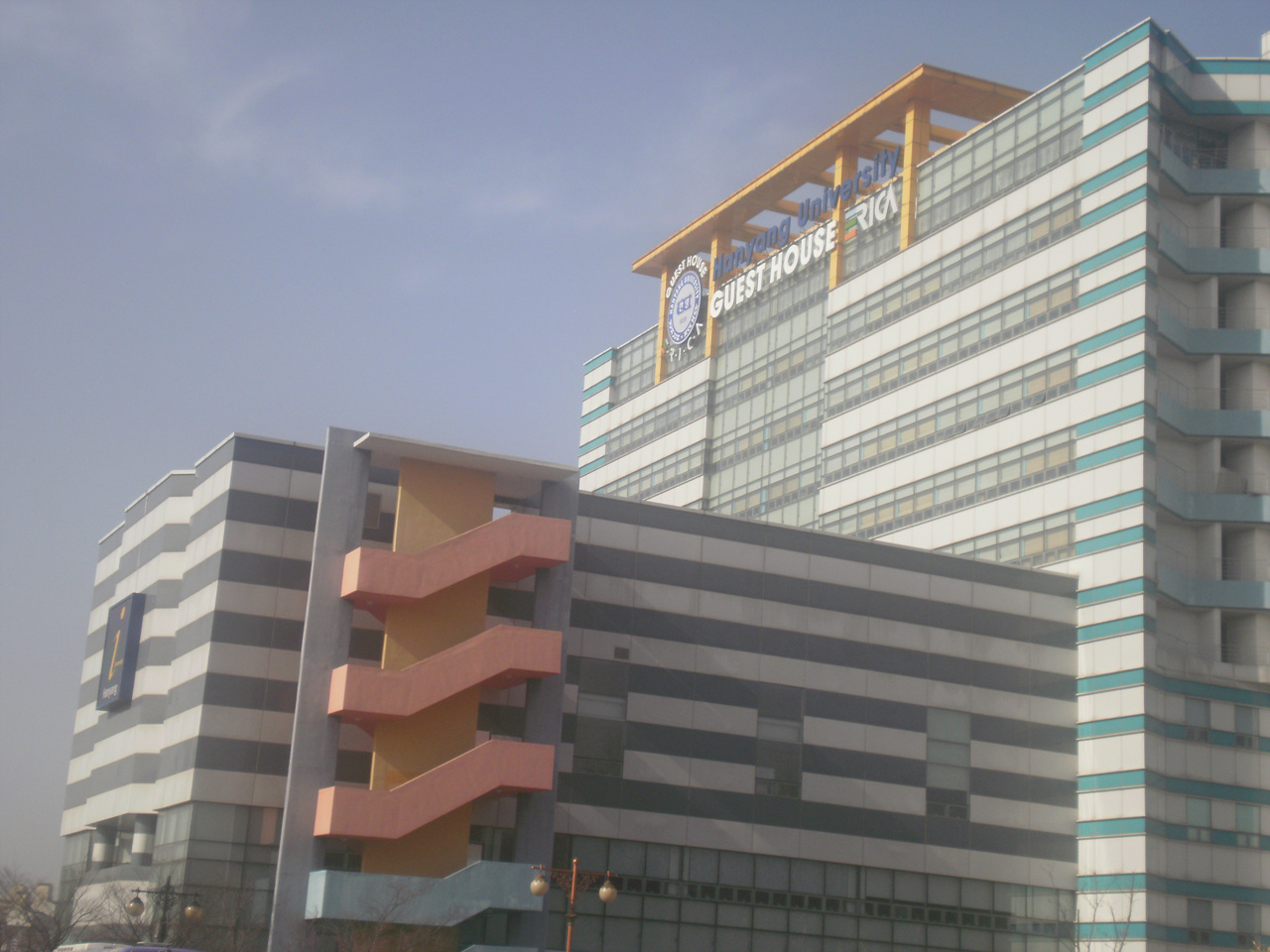
게스트 하우스

|  |  |

| - 본관/신본관 : 신본관은 2009년 완성되었으며 총장실을 비롯한 학교의 행정기관이 이곳에 있다. 2011년 말에 구 본관 리모델링을 실시해 현재는 구 본관도 같이 사용하고 있다. - 중앙도서관(백남학술정보관) : 분관으로 의학, 음악, 법학도서관을 두고 있으며 총 장서량은 1,078,777권이다. - 한양과학기술원(HIT) : 이공계 관련 학문과 관계가 밀접한 건물, 산학협력단 및 중소업체가 입주해 있으며 연구실, 대회의실, CLUB H등이 이 건물에 있다. - 퓨전테크놀로지센터(FTC) : 융합학문 연구센터, 일본 이화학연구소(RIKEN)가 입주해 있으며, 2009년 일본 아소 다로 총리가 이곳을 방문하기도 했다.. 300mm급 반도체 공정장비가 세계대학으로는 두 번째로 도입되었다. - 애지문 : 서울 지하철 2호선 한양대역 2번출구, 교내(본관 앞)로 연결되어 있다. 한양대학교 서울캠퍼스의 학습 시설은 중앙도서관 / 각 단과대 도서관 / 각종 스터디 룸 / 전산실 및 라운지 등으로 구분된다. 2007년 완공된 법학학술정보관은 제2중앙도서관으로서의 역할을 담당하고 있으며, 백남학술정보관과 함께 전자좌석관리 시스템을 운영하고 있다. 또한 전자좌석관리 시스템은 인터넷으로 실시간 현황 파악이 가능하며, 무인 도서대출/반납 시스템을 병행 운영하고 있다. 복사와 인쇄는 전용 카드로 통합하여 운영하고 있으며, 스터디룸은 예약제로 운영된다. 단과대학 도서관은 각 단과대에서 운영을 관장하고 있으며, 대부분 연중무휴(건물통합폐쇄일 제외) 24시간 운영을 한다. 한양대학교 서울캠퍼스에는 9개 건물에 15개의 식당 시설이 있다. 학생 식당 7개소, 교직원 식당 4개소, 기타 식당 4개소가 있으며, 구성원의 신분이나 내/외부인 구분없이 이용이 가능하다. 일반적으로 학생식당 → 외부운영식당으로 갈수록 가격이 비싸지며, 2009년 기준으로 제일 비싼 식당은 프라자 호텔에서 직영하는 CLUB H로 코스요리의 경우 6만원(부가세별도)이다. 제일 저렴한 식당은 학생식당으로 1500원 백반 메뉴가 있다. 대부분의 식당은 구내 식당과 흡사하나, CLUB H의 경우 각종 세미나와 모임에 중점을 둔 고급형 식당으로 고가의 메뉴와 회의시설(마이크, 빔프로젝터, 무선랜AP 등)을 구비하고 있다. 한양대학교 서울캠퍼스에는 학생복지와 관련한 여러 가지 편의 시설들이 있다. 금융관련 시설로는 신한은행과 국민은행 ATM이 일곱 곳에 있으며, 신한은행 두 개 지점이 있다. 복지 시설 중심의 건물은 학생회관, 한양플라자, 행원파크가 있다. 또한 조경 관련 시설로는 분수 세 개, 인공 폭포 한 개가 있으며, 소규모의 녹지시설들이 캠퍼스 곳곳에 들어서 있다. 또한 158계단 쉼터에는 박목월 시비와 함께 민주열사 기념비가 있다. 간식관련 복지 시설로는 커피숍이 열한 곳이 있으며, 24시간 편의점 네 곳을 포함해 총 열 개의 매점을 운영하고 있다. 그 외에 위생 시설인 온수가동 샤워실이 건물 여섯 곳에 운영되고 있으며 서점 두 곳, 문구점 세 곳 , 복사실 / 여행사 / 사진관 / 기념품점 등이 있다. 한양대학교 서울캠퍼스에는 언덕에 지어진 학교 특성상 지형과 관련된 명칭들이 많다. 정식 명칭은 아니지만 재학생들 사이에서 널리 사용되고 있으며, 교내 언론에서도 이러한 내용을 다루고 있다. 특히 가파름을 상징하는 88계단, 158계단, 정력계단 등의 계단 관련 명칭도 있으며, 해당 지역의 환경을 표현하는 폭풍의 언덕 등이 있다. 그 외에 공식적으로는 존재하지 않으나 구분되어 있음을 나타내는 제3 캠퍼스라는 명칭도 존재하며, 해당 지형의 미관적 특성을 나타내는 미나스티리스로 명명된 지역이 있다. 언덕 - 진사로 : 정문에서 한마당으로 올라가는 언덕, 매우 가파르다. 지금은 리모델링하여 녹지시설과 나무계단이 있다. - 폭풍의 언덕 : 생활과학대학 - 한양사이버대학 - 법학학술정보관으로 이어지는 언덕길, 바람이 자주 불어 폭풍의 언덕이라 한다 계단 - 목월길 : 한마당 - 인문과학대학을 이어주는 계단, 2008년 이전에는 138개의 계단이 있어 종종 138계단으로 불린다. 리모델링 후 20개가 더 늘어서 현재는 158개의 계단이 있다. 정식명칭은 목월길이다. - 88계단 : 한마당 - 사회과학대학을 이어주는 계단, "애국한양"이라는 글씨가 쓰여있으며 한양플라자 측 계단을 통해 갈 경우 F학점을 맞는다는 미신이 있다. 계단 위 아래의 지반 공사로 인해 현재의 계단 수는 85개라고 한다. 2009년 한양대학교 축제 라치오스의 일환으로 페인팅을 다시 했다 - 정력계단 : 의과대학 - 자연과학대학을 이어주는 계단, 계단 하나하나의 고저차가 커서 이런 이름이 붙었다. 2009년 부분 리모델링을 했다. 지역 - 미나스티리스 : 인문대 - 자연대 - 사범대가 있는 최고도지역을 칭하는 말, 반지의 제왕에 나온 요새와 흡사하게 절벽 위에 건물이 있어 이런 별칭이 붙었다 - 제3 캠퍼스 : 경제금융대학, 법학대학, 정책과학대학, 경영대학, 정보통신대학, 예술학부, 체육대학 등 산 꼭대기 너머에 있는 지역을 칭하는 말, 실제로는 서울캠퍼스에 편제되어있으나, 지형으로 인한 접근성 문제나 인문학 중심의 학문의 특성상 자연계열 중심 지역(산 너머가기 전)과의 교류가 드물어 이런 별칭이 붙었다. 한양대학교 서울캠퍼스에는 5개소의 상설 공연시설이 있다. MBC FM4U나 축제 전야제, 폐막제 등 학교의 큰 행사와 관련된 이벤트는 주로 노천극장에서 열리며 학생단체 단위의 작은 행사들은 수용인원 및 용도에 따라 예술극장, 소극장, 콘서트홀 등에서 열린다. 때에 따라서는 세미나 등의 행사도 공연시설에서 열린다. 상설공연시설은 아니나 한마당이나 올림픽체육관에 무대를 설치해 공연이나 행사를 진행 하는 경우도 있다. 백남음악관의 경우는 음악대학 관련 행사나 유재하 음악경연대회, 또는 입학설명회 등이 열린다. 한양대학교 ERICA캠퍼스는 안산시 사3동에 있고 131만2815m²의 규모로 서울캠퍼스와 달리 완만한 평지로 구성되어 있다. 2009년 한양대학교 ERICA캠퍼스는 정부에서 지원하는 공용자전거 시범학교로 지정되어 공용자전거 시스템, 보관대 등 기반시설과 자전거를 기증받았다. |

## 사건 사고

### 성동경찰서 난입사건
1960년 10월 학교측의 가을 시설비 추가 징수 고지서발부가 발단이 되어 대치한 사건. 당시 학생들은 이에 맞서 등록금 인하를 요구하였으며, 대치하던 과정 중 경찰의 지원을 요청하였으며 이 과정 중 당시 총장이었던 김연준 총장과 이봉모 학생과장이 학생들에게 끌려갔다. 사건진행 도중 한양대학교 노천극장에서 대치 중인 학생들이 공부에 사용되는 책상을 이용해 불을 피우던 것이 계기가 되어 해산하였고, 관련 학생들 중 일부는 징계조치를 받았다.

### 이석 폭행 치사사건
1997년 한양대학교 서울캠퍼스 총학생회실에서 이석씨가 사망한 사건. 가해자인 한총련측은 이석씨가 경찰의 프락치라고 주장하고 있다. 이에 대해 경찰 측은 이석씨가 단순 기능수리공이었으며 한총련 측에서 프락치로 오인을 해서 사망에 이르게 했다고 주장하고 있다.

### 제36대 서울캠퍼스 총학생회 학생회비 배임 및 횡령사건
2007년 비상대책위원회의 문제제기에 따라 36대 Change 4 U 총학생회가 약 1,400만원의 배임 및 횡령(Change 4 U측 자료)으로 인해 총 사퇴 한 사건. 학교당국에서는 자세한 감사자료를 공개하지 않았다.

## 같이 보기
- 아시아 연구 네트워크